# Ralytupa bicincta
Ralytupa bicincta är en tvåvingeart som beskrevs av Loïc Matile 1988. Ralytupa bicincta ingår i släktet Ralytupa och familjen platthornsmyggor.
Artens utbredningsområde är Elfenbenskusten. Inga underarter finns listade i Catalogue of Life.